# McFarland & Company
McFarland & Company, Inc.  este o editură de carte independentă cu sediul în Jefferson, Carolina de Nord, care este specializată în publicarea de lucrări academice și de referință, precum și de non-ficțiune de interes general pentru adulți. Președinte și redactor-șef este Robert Franklin, care a fondat compania în anul 1979. McFarland are aproximativ 50 de angajați și până în 2017 a publicat aproximativ 5.100 de titluri. Pentru o mare parte a existenței sale, McFarland s-a axat pe publicarea de cărți în tiraje mici de circa 600 de exemplare.

## Specializare
McFarland & Company se concentrează în principal pe vânzarea către biblioteci. Ea utilizează, de asemenea, sistemul de vânzare directă prin poștă pentru a întreține legăturii cu pasionații subiectelor de nișă. Compania este cunoscută pentru cărțile de sport (mai ales de istoria sportului), de istorie militară, precum și pentru cărțile despre șah și film. În 2007, Mountain Times a scris că McFarland publică aproximativ 275 monografii academice și lucrări de referință pe an; Robert Lee Brewer raporta în 2015 că numărul acestor lucrări era de aproximativ 350 pe an.

## Listă de reviste academice
Următoarele reviste academice sunt publicate de către McFarland & Company:
- Base Ball: A Journal of the Early Game – se concentrează pe „istoria baseball-ului de la începuturi până în 1920”
- Black Ball: A Journal of the Negro Leagues – se concentrează pe „toate subiectele legate de jucătorii negri de baseball, inclusiv ligile majore și minore ale negrilor”
- Clues: A Journal of Detection – se concentrează pe „toate aspectele legate de ficțiunea detectivistică în presa scrisă, televiziune și filme”
- Journal of Information Ethics – se concentrează pe etica tehnologiei informației și pe știința informației[11]
- Journal of Territorial and Maritime Studies – se concentrează pe „chestiuni maritime și teritoriale globale”[12]
- North Korean Review – se concentrează pe înțelegerea  „situației complexe din Coreea de Nord și a amenințării pe care o are pentru stabilitatea globală”[13]

## Legături externe
- Site web oficial